# Marlene Dietrich
Marie Magdalene „Marlene” Dietrich (pronunțat: [maɐˈleːnə ˈdiːtrɪh]; n. 27 decembrie 1901, Berlin, Imperiul German – d. 6 mai 1992, Paris, Franța) a fost o actriță și cântăreață germană.
Este prima actriță germană care a ajuns celebră în Hollywood. De-a lungul carierei, Dietrich s-a reinventat constant, începând a fi cântăreață de cabaret, fată din cor și actriță în filme germane în Berlinul anilor '20, stea de la Hollywood de-a lungul anilor '30, și în final, o interpretă internațională, devenind una din idolii secolului al XX-lea. Dietrich a fost bisexuală. În 1939 Dietrich a devenit cetățeană a Statelor Unite.
Dietrich a fost cunoscută pentru contribuția sa umanitară din timpul celui de-al Doilea Război Mondial. Pentru munca sa în ridicarea moralului soldaților din primele linii Dietrich a primit numeroase onoruri din Franța, Israel, Belgia și Statele Unite. În 1999, Institutul American de Film o listează pe locul nouă în topul celor mai desăvârșite actrițe ale Hollywood-ului din perioada clasică.

## Copilăria
Marie Magdalene Dietrich s-a născut pe 27 decembrie 1901 în Schöneberg, astăzi un cartier al Berlinului. Mama sa, Wilhelmina Elisabeth Josephine, venea dintr-o familie bogată ce deținea firme de fabricare a ceasurilor și bijuteriilor. Tatăl său, Louis Erich Otto Dietrich, era locotenent de poliție. Dietrich avea o soră, Elisabeth, cu un an mai mare decât ea. Tatăl său a murit în 1907. După moartea sa, Wilhelmina este curtată și se mărită în 1914 cu prietenul lui Louis, Eduard von Losch. Acesta moare însă în 1916, în urma rănilor suferite în Primul Război Mondial. Familia lui Dietrich o poreclea "Lena" și "Lene". Când avea 11 ani, Dietrich a combinat cele două prenume ale sale ca să formeze noul nume, "Marlene". A urmat școala Auguste-Victoria Girl's School din 1907 până în 1917 și a absolvit apoi Victoria-Luise-Shule în 1918. A studiat vioara și a devenit interesată de teatru și poezie în adolescență. O rană la încheietură îi spulberă visele de a deveni violonistă profesionistă. Totuși, în 1922 are prima slujbă ca violonistă într-o orchestră ce cânta pe fundalul filmelor mute la cinematograful din Berlin. A fost concediată după patru săptămâni. Tot în 1922, este angajată ca și coristă și începe să primească roluri în piese de teatru. Ea dă o audiție ca să intre la academia de teatru a impresarului și regizorului Max Reinhardt, însă nu este acceptată.

## Carieră

### Începutul carierei
Dietrich își face debutul în filmul "The Little Napoleon" (1923). Îl cunoaște pe soțul său, Rudolf Sieber, pe platoul de filmare al filmului "Tragedy of Love" în 1923. Cei doi se căsătoresc pe 17 mai 1923. Singurul copil al Marlenei, Maria Elisabeth Sieber, se naște pe 13 decembrie 1924. În anii '20, continuă să joace pe scenă și în filme în Berlin și Viena. Obține diferite roluri, în "Cutia Pandorei" de Frank Wedekind,  Îmblânzirea scorpiei și Visul unei nopți de vară de William Shakespeare. Atrage atenția publicului în musicaluri ca "Es liegt in der Luft" și "Zwei Krawatten". Până la sfârșitul anilor '20, Dietrich joacă în filme precum "Café Elektric" (1927), "I Kiss Your Hand, Madame" (1928) și "The Ship of Lost Souls" (1929).

### Succesul

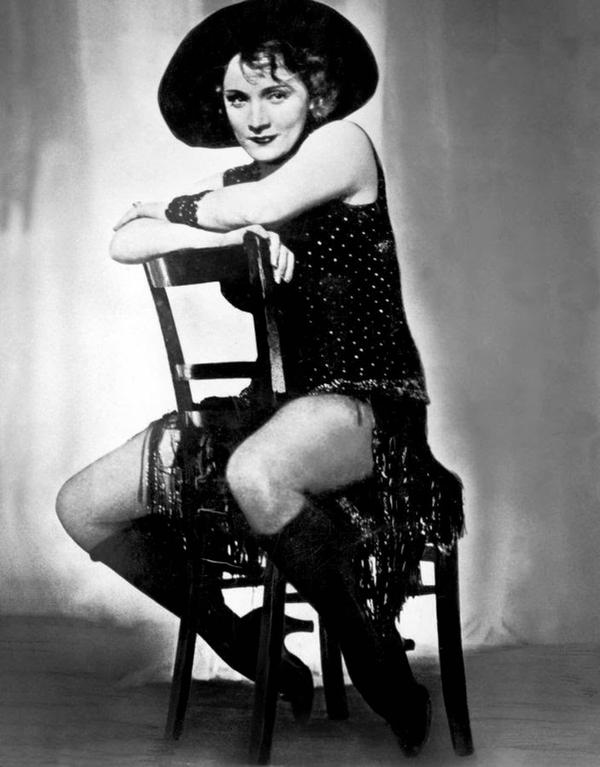
Poster cu Marlene Dietrich pentru promovarea filmului Îngerul albastru (1930)

În 1930, Dietrich se lansează pe culmile succesului cu rolul lui Lola Lola din Îngerul albastru, o cântăreață de cabaret care îi încețoșează viața obișnuită a unui profesor bătrân, făcându-l să se îndrăgostească de ea. Filmul a fost regizat de Josef von Sternberg, care și-a atribuit mai târziu descoperirea lui Dietrich. Datorită succesului internațional al filmului, cu ajutorul și susținerea lui Josef von Sternberg, Dietrich se mută în Statele Unite, semnând un contract cu Paramount Pictures, studio ce îi distribuise filmul. Paramount se străduiește să o prezinte publicului pe Dietrich ca varianta germană a actriței suedeze de la Metro-Goldwyn-Mayer, Greta Garbo. Dietrich joacă în șase filme regizate de Von Sternberg pentru Paramount între 1930 și 1935. Acesta lucrează cu Dietrich pentru a crea tipul personajelor ei, misterioasa și cuceritoarea femeie fatală. Von Sternberg o încurajează pe Dietrich să slăbească și o lecturează des despre cum ar trebui să joace. Dietrich îi ia în considerare criticile și sfaturile. În "Marocco" (1930), Dietrich joacă din nou o cântăreață de cabaret. O scenă memorabilă din film este aceea când Dietrich, îmbrăcată în costum de bărbat, sărută o femeie pe gură, ambele lucruri fiind considerate scandaloase la vremea respectivă. Pentru prestația sa, Dietrich obține singura sa nominalizare la Premiile Oscar, pentru cea mai bună actriță. Pierde în favoarea lui Marie Dressler. 
Marocco este urmat de pelicula Dezonorata (1931), un succes major pentru Dietrich care joacă un spion de tipul lui Mata Hari. Shanghai Express (1932), descris de critici "Grand Hotel pe roți", a fost cea mai de succes colaborare dintre Von Sternberg și Dietrich, fiind de asementea filmul cu cele mai mari încasări box-office din acel an. Cei doi au mai colaborat pentru filmul romantic "Blonde Venus" (1932). Dietrich a jucat apoi în "Song of Songs" (1933). Ultimele colaborări Dietrich-Van Sternberg, "The Scarlett Empress" (1934) și "The Devil is a Woman" (1935), au fost filmele cu cele mai mici încasări din toate filmele lor. Marlene va remarca mai târziu că s-a considerat cea mai frumoasă în filmul "The Devil is a Woman". Primul film al lui Dietrich după terminarea colaborării cu Van Sternberg a fost "Desire" (1936), o comedie romantică de succes. În 1936, apare în primul său film color, "Garden of Allah", produs de David O. Selznick, și este plătită o sumă de 200,000 de dolari. Pentru filmul "Knight without Armour" (1937), este plătită cu 450,000 de dolari, devenind una dintre cele mai bine plătite actrițe de film de la vremea respectivă. Cu toate acestea, popularitatea sa scade și este clasificată ca fiind "box-office poison" la fel ca artiști precum Fred Astaire, Katharine Hepburn, Mae West și Joan Crawford. Filmul "Angel" (1937) aduce încasări slabe. Filmul Destry, în care joacă alături de James Stewart, îi revitalizează cariera lui Dietrich, deși este plătită mai puțin pentru rol. Următoarele ei filme sunt similare, Șapte păcate și "The Spoilers" (1942), ambele alături de John Wayne.  
În timpul vieții sale a colaborat cu cântăreața franceză Édith Piaf.

### Al Doilea Război Mondial
Dietrich era cunoscută pentru părerile sale politice și pentru libertatea sa de exprimare. La sfârșitul anilor '30, Dietrich, regizorul Billy Wilder și câțiva alții au creat o fundație prin care să ajute evrei și disidenți să părăsească Germania. În 1937, întregul ei salariu pentru filmul "Knight Without Armour" ($450,000) fost donat pentru ajutarea refugiaților. În 1939, devine cetățean american și renunță la cetățenia germană. În 1941, Statele Unite intră în Al Doilea Război Mondial iar Dietrich devine una din primele persoane publice care ajută să vândă obligațiuni de război. A călătorit în Statele Unite
între ianuarie 1942 și septembrie 1943 (apărand în fața a 250,000 de trupe de-a lungul Coastei Pacificului), raportându-se că a vândut mai multe obligațiuni de război decât oricare altă vedetă. De-a lungul a două turnee pentru USO (United Service Organizations) între 1944 și 1945, Dietrich a cântat pentru trupele aliate în Italia, Algeria, Regatul Unit, Franța și Țările de Jos. Concertele ei constau din melodii din filmele sale, cântat la ferăstrău (instrument muzical) și jocuri de ghicire a gândurilor. În 1944, Morale Operations Branch aparținător al Office of Strategic Services (OSS) a inițiat proiectul Musak, ce consta în difuzarea de materiale muzicale de propagandă pentru demoralizarea soldaților inamici. Dietrich, realizând că melodiile sale au să fie folosite de OSS, înregistrează mai multe melodii, printre care Lili Marlene, care să fie plăcute de ambele tabere.

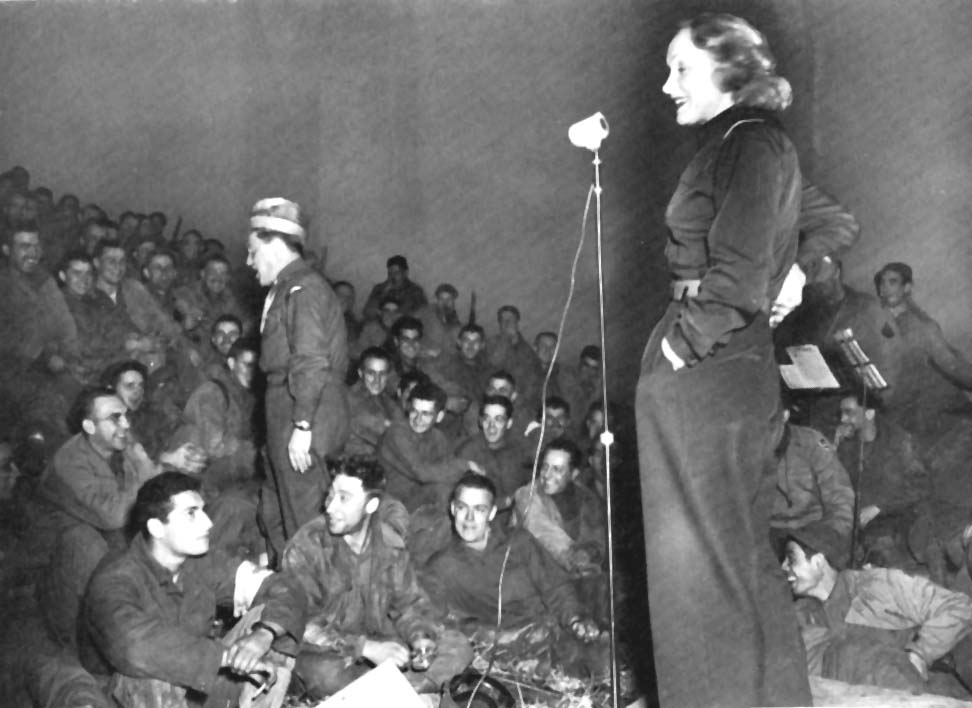
Marlene Dietrich cântând pentru soldați din linia întâi, 1944

La sfârșitul războiului în Europa, Dietrich se reunește cu sora sa Elisabeth și cu soțul și copilul ei. Aceștia locuiseră în Belsen în anii de război, deținând un cinema vizitat de ofițeri naziști și oficiali ce controlau Lagărul de concentrare Bergen-Belsen. Mama lui Dietrich a rămas în Berlin în timpul războiului. Soțul lui Dietrich s-a mutat la o fermă în San Fernando Valley, California. Dietrich garantează pentru sora și cumnatul ei pentru a-i proteja de persecuție oferită colaboratorilor cu naziștii. Ani mai târziu, Dietrich va rupe relația cu sora și nepotul său, dezmoștenindu-i complet. În noiembrie 1947, lui Dietrich îi este oferită Medalia Prezidențială a Libertății. Dietrich va spune mai târziu că aceasta a fost cea mai mare realizare a sa. I-a fost oferită și Legiunea de Onoare de către Guvernul Francez pentru contribuțiile sale din timpul războiului.

### Cariera ulterioară
Deși nu a mai atins nivelul de faimă din anii '30, Dietrich a continuat să apară în filme, colaborând cu regizori precum Mitchell Leisen în "Golden Earring" (1947), Billy Wilder în "A Foreign Affair" și Alfred Hitchcock în "Spaimă pe scenă". Printre aparițiile sale din anii '50 se numără filmele "Rancho Notorious",   "Witness for the Prosecution" (1957) și Stigmatul răului de Orson Welles. A apărut și în Ocolul Pământului în 80 de zile (film din 1956), peliculă ce câștigă Premiul Oscar pentru cel mai bun film.  Ultimul său rol important a fost cel din Procesul de la Nürnberg (1961). 
Din anii '50 până la jumătatea anilor '70, Dietrich a lucrat ca și cântăreață de cabaret, apărând pe scene din întreaga lume. Purta adeseori rochii mulate, bătute cu pietre prețioase și blănuri. În 1960, Dietrich se întoarce în Germania pentru a concerta, dar este primită cu ostilitate de către germani. Aceștia considerau că actrița și-a trădat țara. În timpul concertului din Berlin, protestatari au strigat "Marlene du-te acasă!". Turneul a fost un succes artistic, dar un eșec din punct de vedere comercial. Dietrich s-a simțit prăbușită emoțional în fața ostilității primite în propria țară și a fost convinsă să nu se mai întoarcă vreodată. Artista concertează și în Israel, unde este bine primită. În timpul concertelor cântă și câteva melodii în germană, îngropând taboo-ul că e interzis să vorbești germană în Israel. 
În ultimii ani de carieră folosea machiaj excesiv, peruci și tratamente estetice pentru a-și menține imaginea fermecătoare. În 1975, după ce cade de pe scenă în Sydney și își lovește coapsa, cariera sa de cabaret se încheie.
Soțul său, Rudolf Sieber, moare de cancer în iunie 1976.

## Moartea

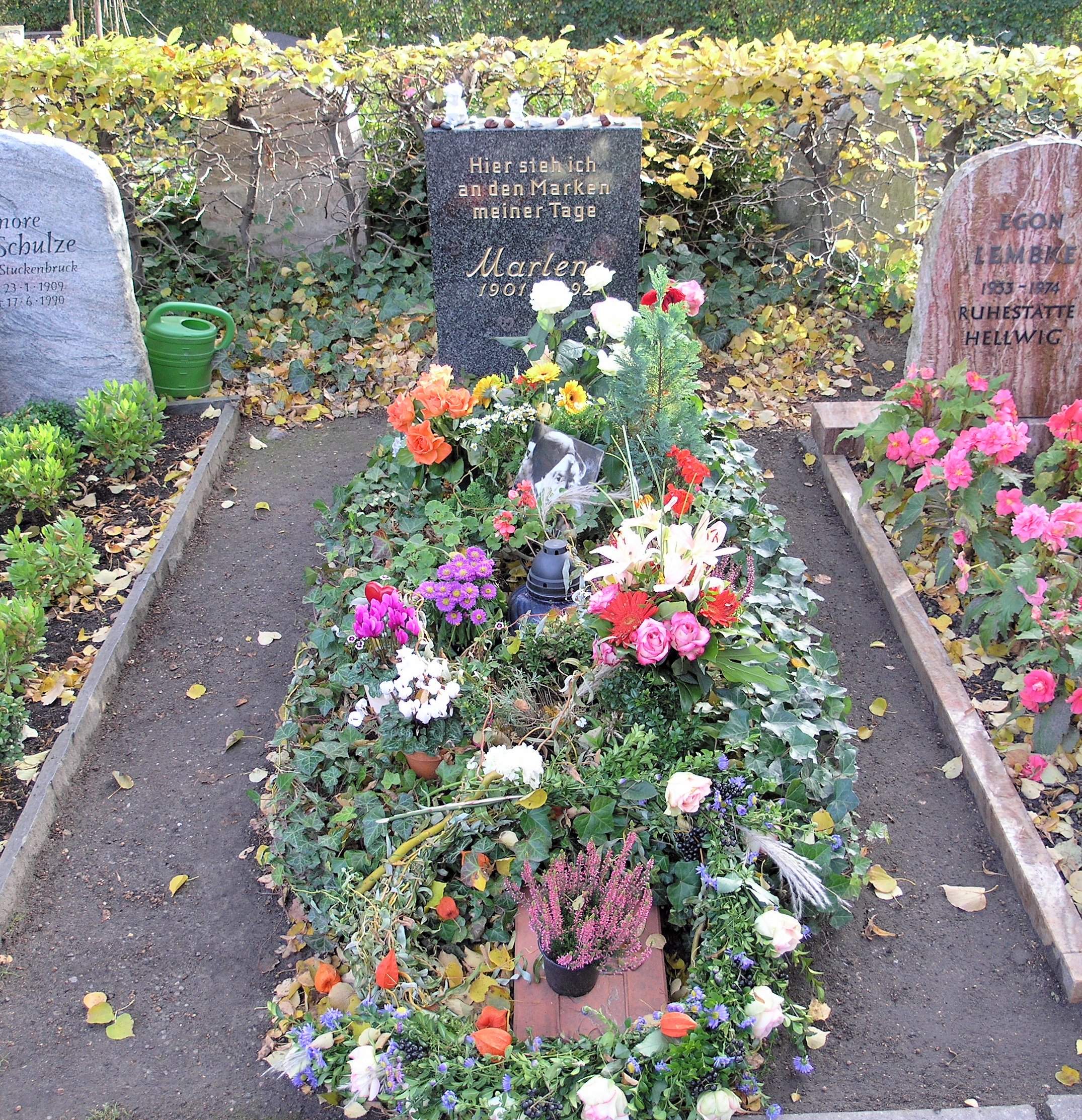
Mormântul lui Dietrich din Berlin

Dietrich moare de insuficiență renală în data de 6 mai 1992, la vârsta de 90 de ani. Recviemul său condus de Biserica Romano Catolică a fost ținut la Biserica Madeleine din Paris pe 14 mai 1992. La serviciul funerar au participat peste 1500 de persoane în biserică, printre care ambasadori din Germania, Rusia, Regatul Unit și Statele Unite - alte mii de îndoliați stând în afara bisericii. Sicriul său a fost drapat cu steagul Franței și împodobit cu flori dăruite de președintele francez François Mitterrand. Trei medalii printre care Legiunea de Onoare au fost expuse la baza catafalcului, în stil militar, pentru a ceremonia rolul pe care Dietrich l-a avut ca actriță și susținătoare a luptei împotriva nazismului. În același an, o fotografie cu Dietrich a reprezentat posterul oficial al Festivalului de la Cannes.
În testamentul său Dietrich și-a exprimat dorința de a fi înmormântată în Berlin, alături de familia sa. Pe 24 octombrie 1993, cea mai mare parte a bunurilor lui Dietrich au fost vândute către Stiftung Deutsche Kinemathek, unde devine centrul expoziției Filmmuseum Berlin. Colecția includea: peste 3000 de piese vestimentare; 15,000 de fotografii realizate de Horst P. Horst, Edward Steichen, George Hurrell și alții; 300,000 de pagini de documente, inclusiv corespondențe cu Nancy Reagan, Ronald Reagan, Ernest Hemingway, Karl Lagerfeld, Jean Gabin și Orson Welles, precum și alte obiecte.

## Lucrări

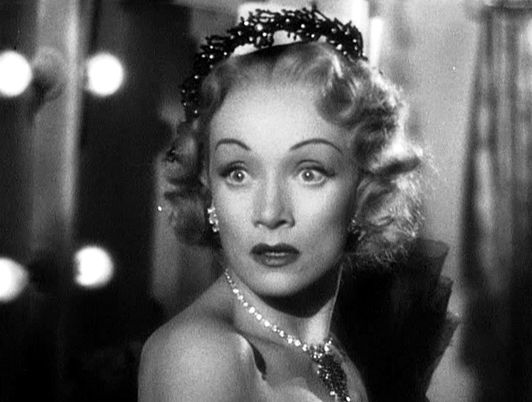
Marlene Dietrich în Spaimă pe scenă (1950)

### Discografie
Albume de studio
- Overseas - 1951
- Die neue Marlene - 1965
- Marlene singt Berlin, Berlin - 1965

Albume live
- Live at the Café de Paris - 1954
- Dietrich in Rio - 1959
- Wiedersehen mit Marlene - 1960
- Dietrich in London - 1965

### Radio
Printre aparițiile notabile se numără:
- Lux Radio Theater: The Legionnaire and the Lady ca partener Clark Gable (1 august 1936)
- Lux Radio Theater: Desire ca partener Herbert Marshall (22 iulie 1937)
- Lux Radio Theater: song of Songs ca partener Douglas Fairbanks, Jr (20 decembrie 1937)
- The Chase and Sanborn Program cu Edgar Bergen și Don Ameche (2 iunie 1938)
- Lux Radio Theater: Manpower ca partener Edward G Robinson și George Raft (15 martie 1942)
- The Gulf Screen Guild Theater: Pittsburgh ca partener John Wayne (12 aprilie 1943)
- Theatre Guild on the Air: Grand Hotel ca partener Ray Milland (24 martie 1948)
- Studio One: Arabesque (29 iunie 1948)
- Theatre Guild on the Air: The Letter ca partener Walter Pidgeon (3 octombrie 1948)
- Ford Radio Theater: Madame Bovary ca partener Claude Rains (8 octombrie 1948)
- Screen Director's Playhouse: A Foreign Affair ca partener Rosalind Russell și John Lund (5 martie 1949)
- MGM Theatre of the Air: Anna Karenina (9 decembrie 1949)
- MGM Theatre of the Air: Camille (6 iunie 1950)
- Lux Radio Theater: No Highway in the Sky ca partener James Stewart (21 aprilie 1952)
- Screen Director's Playhouse: A Foreign Affair ca partener Lucille Ball și John Lund (1 martie 1951)
- The Big Show cu Tallulah Bankhead (2 octombrie 1951)
- The Child, cu Godfrey Kenton, piesă de teatru pentru radio de Shirley Jenkins, producător Richard Imison pentru BBC, 18 august 1965
- Dietrich's appeal to save the Babelsburg studios was broadcast on BBC radio

### Scrieri
- Dietrich, Marlene (1989). Marlene. Salvator Attanasio (translator). Grove Press. ISBN 0-8021-1117-3.
- Dietrich, Marlene (1962). Marlene Dietrich's ABC. Doubleday.
- Dietrich, Marlene (1990). Some Facts About Myself. Helnwein, Gottfried [Conception and photographs]. ISBN 3-89322-226-X.

## Galerie

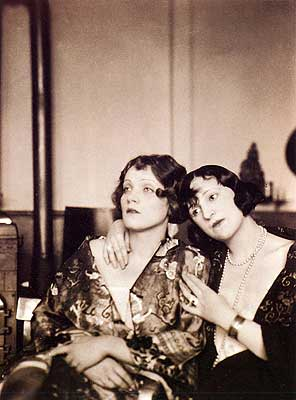
Dietrich și actrița Ressel Orla în 1923
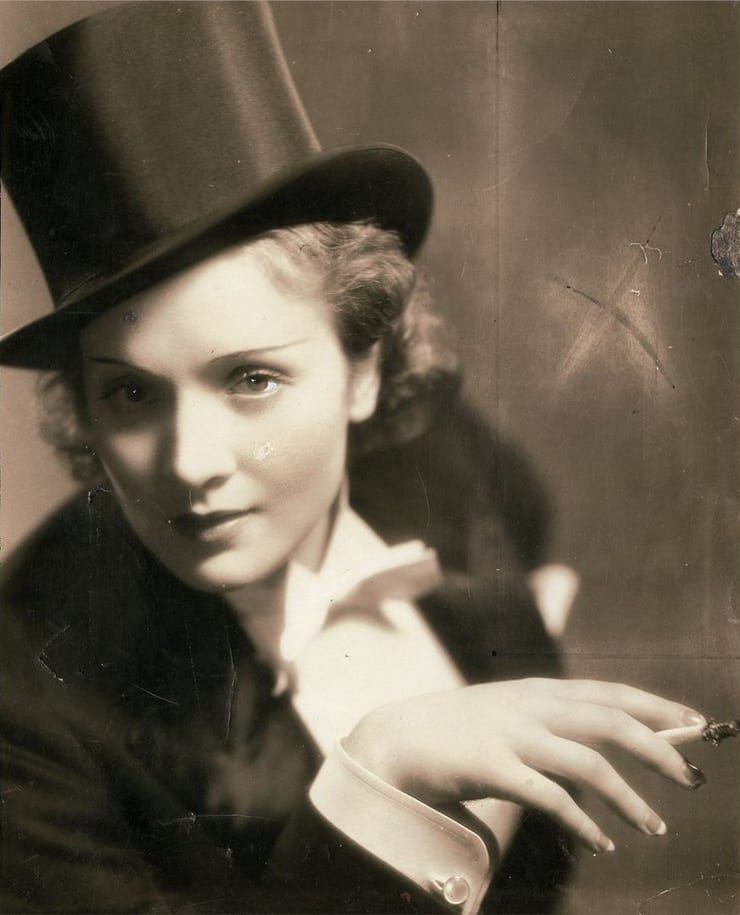
Dietrich în Morocco (1930)
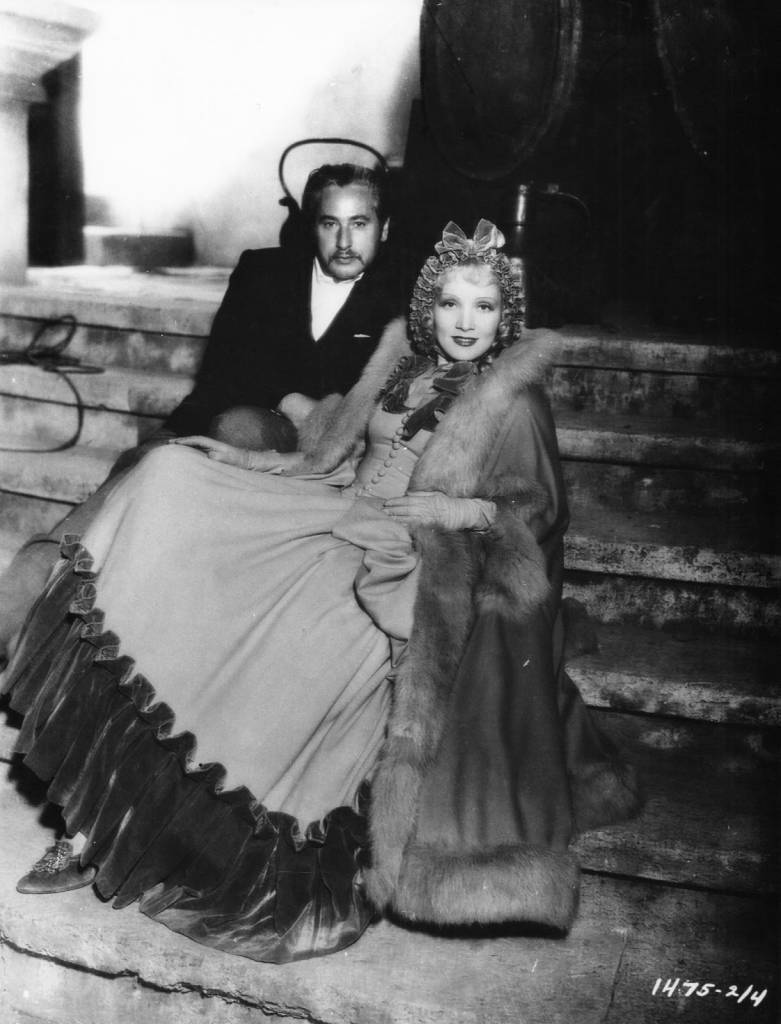
Marlene Dietrich și Josef von Sternberg în 1934
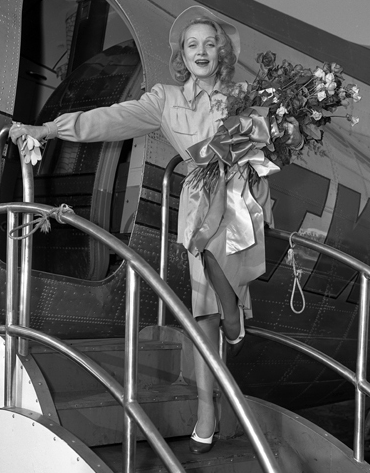
Marlene în Los Angeles, 1948
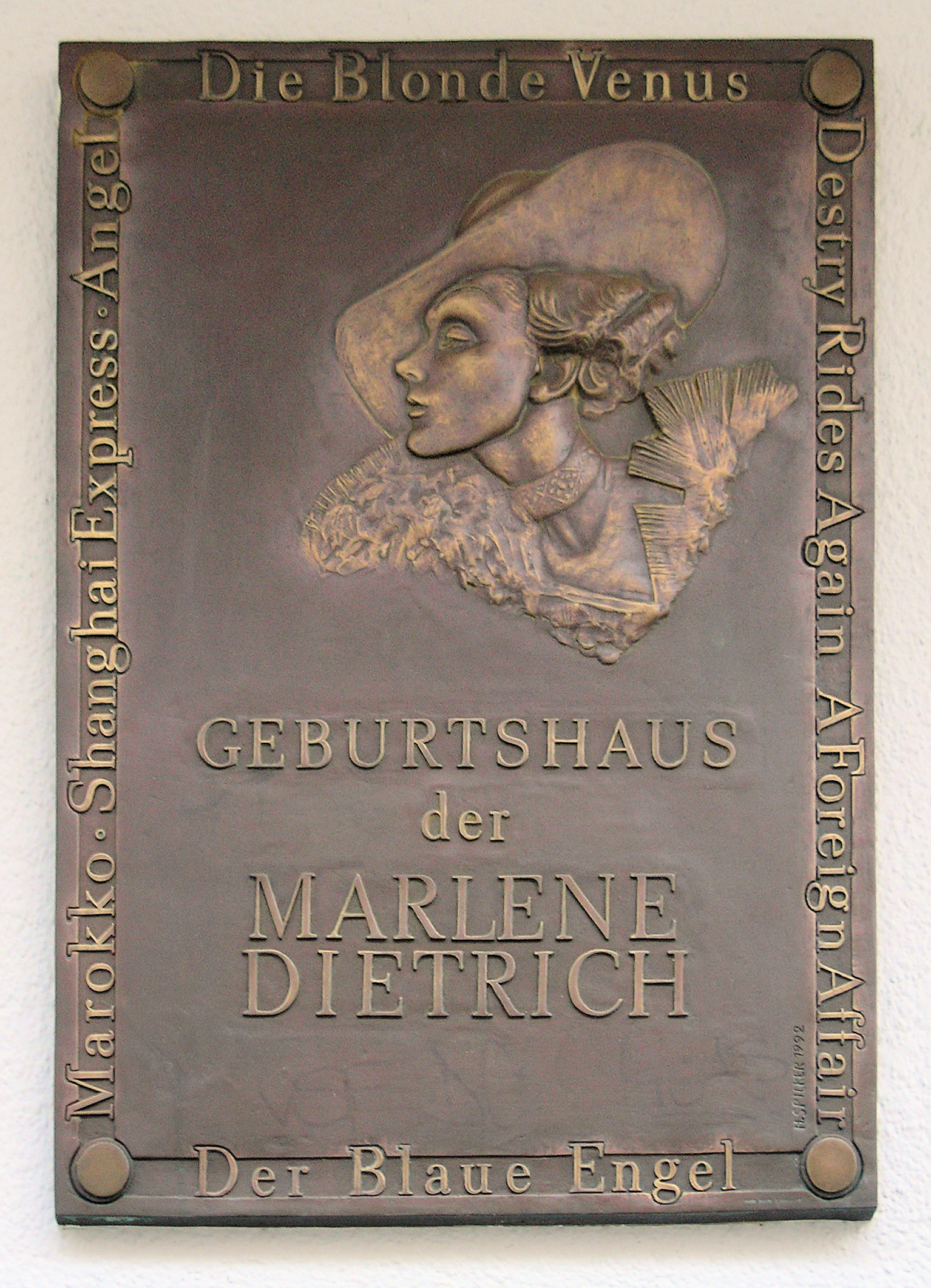
Placă memorială din Berlin închinată lui Dietrich

## Legături externe
- Site web oficial
- en Marlene Dietrich la Internet Broadway Database
- Marlene Dietrich la Internet Movie Database
- Marlene Dietrich la Allmovie
- Marlene Dietrich la TCM Movie Database
- Marlene Dietrich Collection, Berlin (MDCB) Arhivat în 12 februarie 2006, la Wayback Machine.
- Marlene Dietrich – Daily Telegraph obituary
- Un film scurt Air Army Invades Germany (1945) este disponibil pentru descărcare gratuită la  Internet Archive [more]
- Un film scurt Atom Test Nears, 1946/06/13 (1946) este disponibil pentru descărcare gratuită la  Internet Archive [more]
- Un film scurt Cruiser Bow Ripped Off By Typhoon, 1945/07/23 (1945) este disponibil pentru descărcare gratuită la  Internet Archive [more]